# Renault YL
Pour les articles homonymes, voir YL.
Le Renault YL est un tracteur agricole français des années 1930.

## Conception
Le tracteur YL utilise le moteur de la Celtaquatre, un 4 cylindres possédant une cylindrée de 1,5 l.

## Production
Le Renault YL est présenté en 1933. 529 sont produits jusqu'à ce que le Renault YL soit remplacé en 1938 par le Renault AFV doté du moteur de la Vivaquatre.